# Ю Ес Стийл
United States Steel Corporation е американска стоманодобивна компания в Питсбърг, щата Пенсилвания, втората най-голяма в САЩ (след Nucor Corporation) и 26-а в света за 2017 г.
В списъка на най-големите публични компании в света Forbes Global 2000 за 2018 г. U.S. Steel заема 1429-о място.
Основана е през 1901 г., когато Джей Пи Морган и Елбърт Гери обединяват своята Federal Steel Company със стоманодобивните предприятия на Андрю Карнеги.
Между 1991 и 2001 г. компанията е най-големият производител на стомана и най-голямата корпорация в света. От 1986 до 2002 г. се е наричала USX Corporation.
През октомври 2000 г. корпорацията прави първата си голяма задгранична придобивка – словашкия стоманодобивен комбинат в Кошице, получил названието U. S. Steel Košice.
През 2015 г. е закрит един от най-големите комбинати на корпорацията, Fairfield Flat-Rolled, започнал работа през 1952 г. През 2017 г. са продадени акциите в бразилските предприятия по производство на тръби.